# Dorfkirche Kampehl

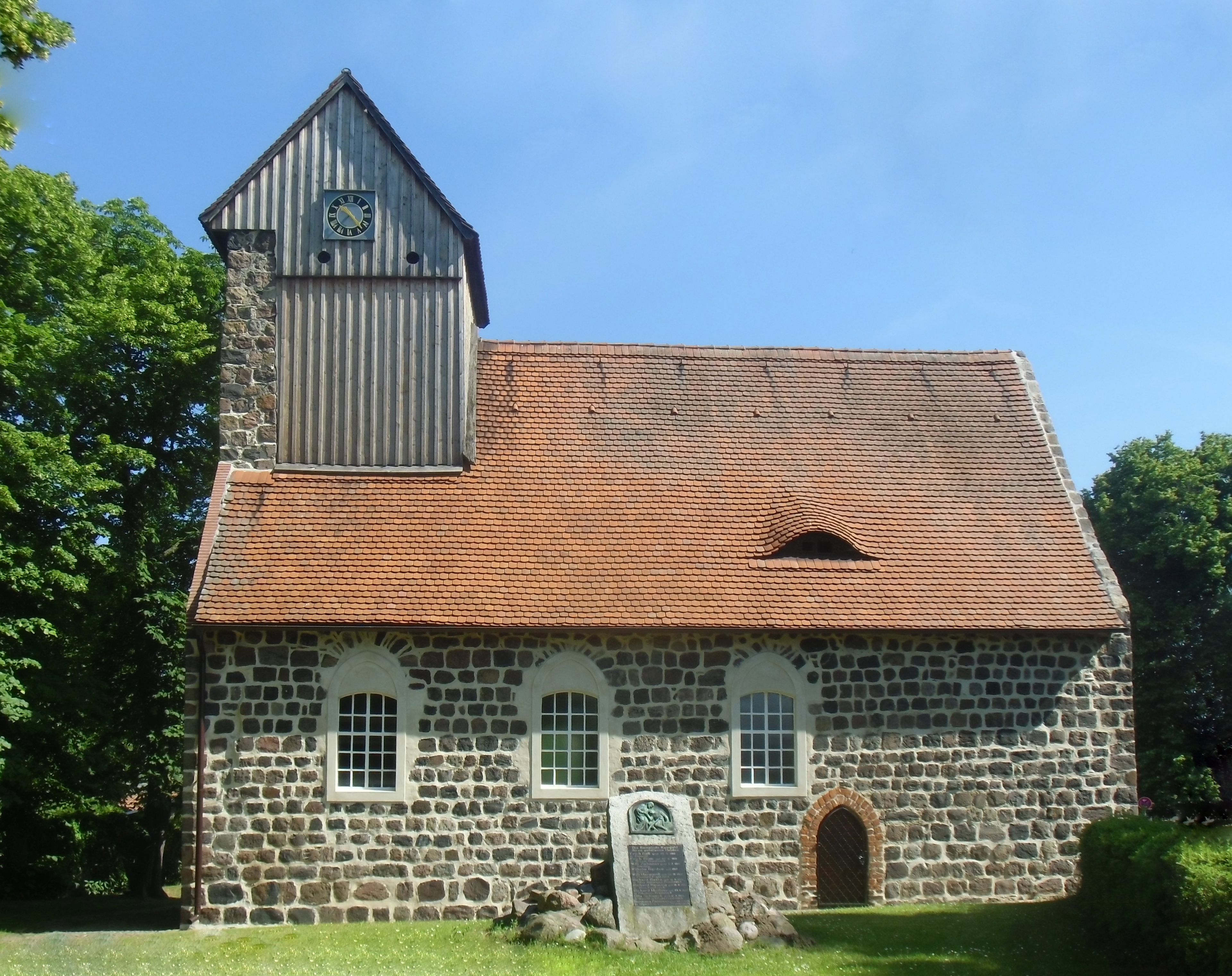
Dorfkirche Kampehl

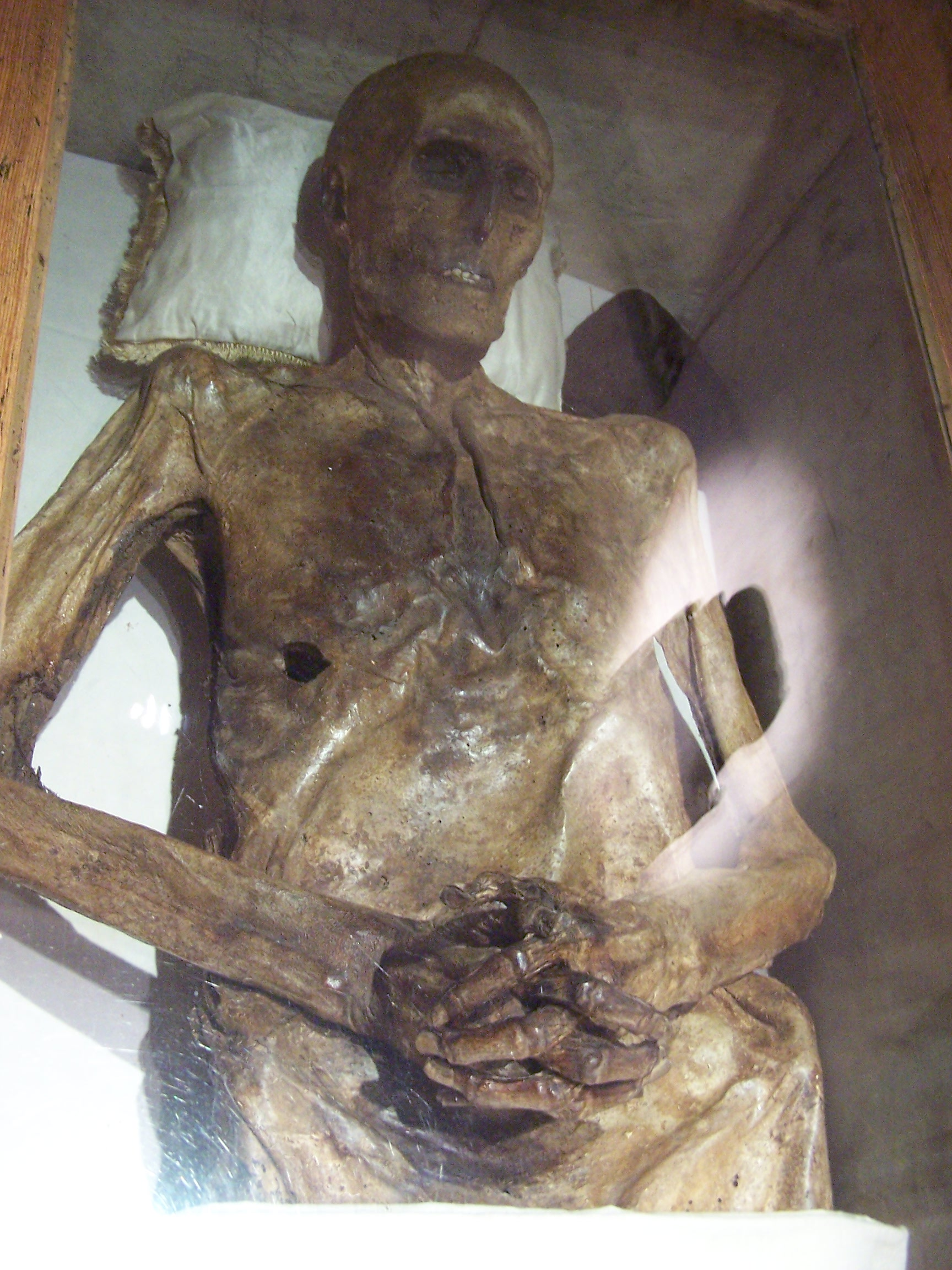
Mumie des Ritters Kahlbutz

Die evangelische, denkmalgeschützte Dorfkirche Kampehl steht in Kampehl, einem Ortsteil von Neustadt (Dosse) im Landkreis Ostprignitz-Ruppin in Brandenburg. Die Kirche gehört zur Kirchengemeinde Neustadt im Kirchenkreis Prignitz der Evangelischen Kirche Berlin-Brandenburg-schlesische Oberlausitz.

## Beschreibung
Die Saalkirche wurde in der Mitte des 13. Jahrhunderts aus Feldsteinen gebaut. Der Dachturm auf dem Satteldach des Langhauses besteht hinter der massiven Westwand aus verkleidetem Holzfachwerk, dessen Hölzer auf das Jahr 1436 datiert werden konnten. Auf der Nordseite sind zwei der frühgotischen Fenster mit Gewänden aus Backstein erhalten, die übrigen Fenster und das Portal im Westen wurden um 1790 stichbogig verändert, ebenso die gestaffelte Dreifenstergruppe in der Ostwand. 
Der Innenraum ist mit einer Holzbalkendecke überspannt. Zur Kirchenausstattung gehört ein barocker Kanzelaltar aus dem ersten Viertel des 18. Jahrhunderts unter Verwendung eines Altarretabels aus der Mitte des 17. Jahrhunderts. Gleichzeitig wurde eine Patronatsloge errichtet. In der im 19. Jahrhundert erneuerten Gruft befindet sich die Mumie von Christian Friedrich von Kahlbutz.
Die 1878 von Friedrich Hermann Lütkemüller gebaute Orgel auf der Empore im Westen hat sechs Register auf einem Manual und angehängtem Pedal.